# Colletes cunicularius
Colletes cunicularius là một loài Hymenoptera trong họ Colletidae. Loài này được Linnaeus mô tả khoa học năm 1761.

## Hình ảnh

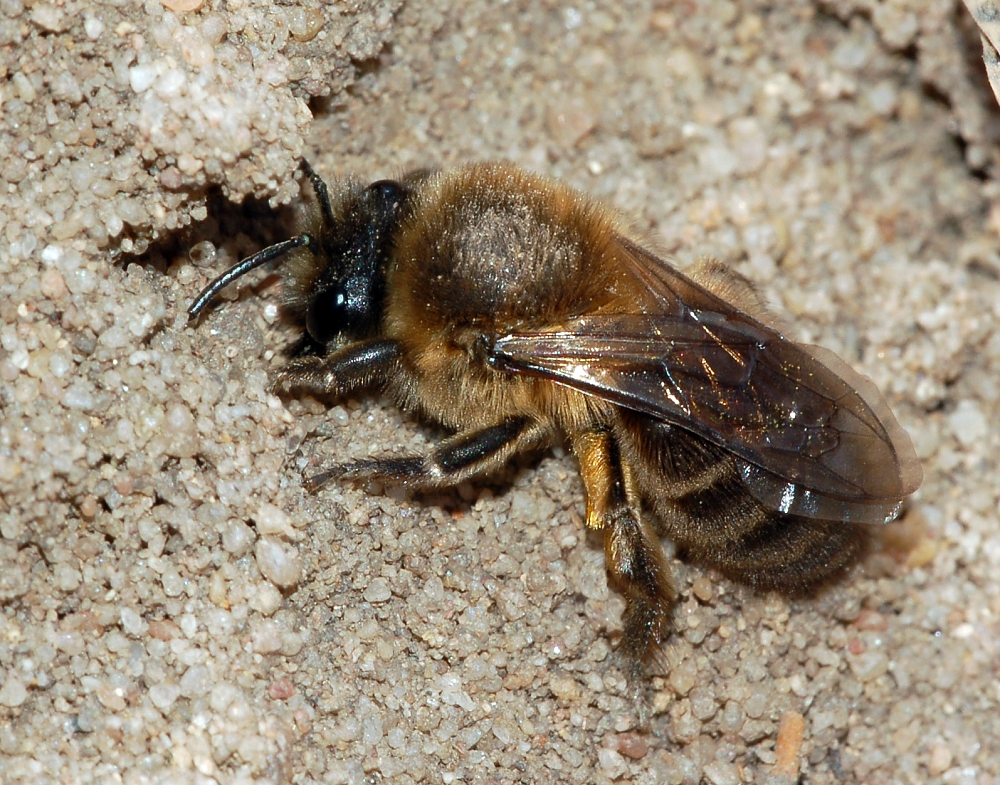
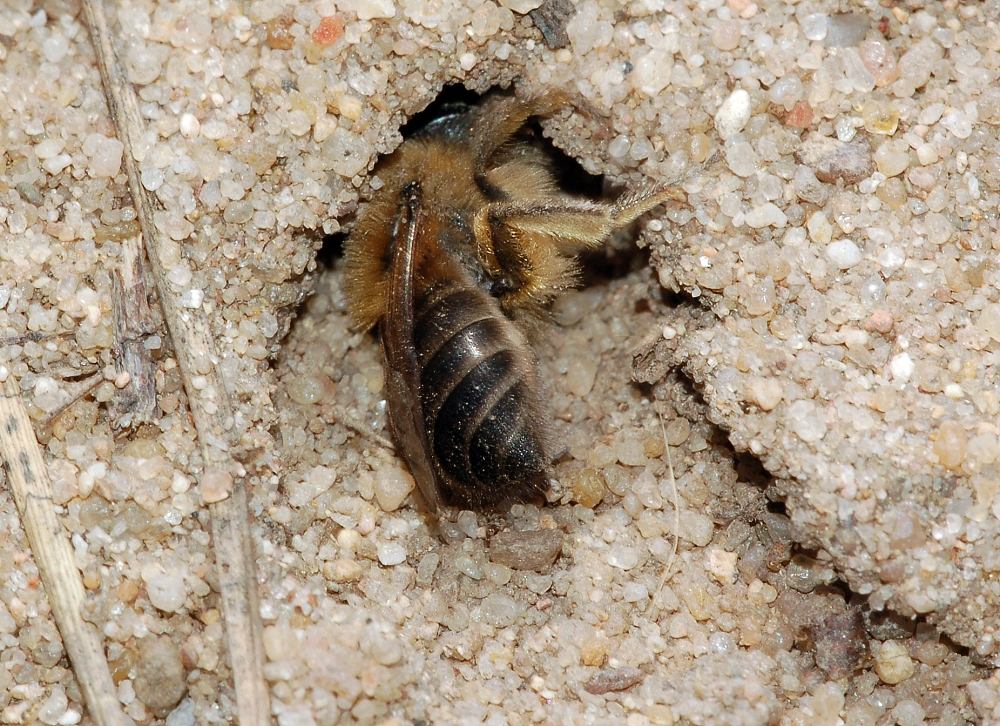
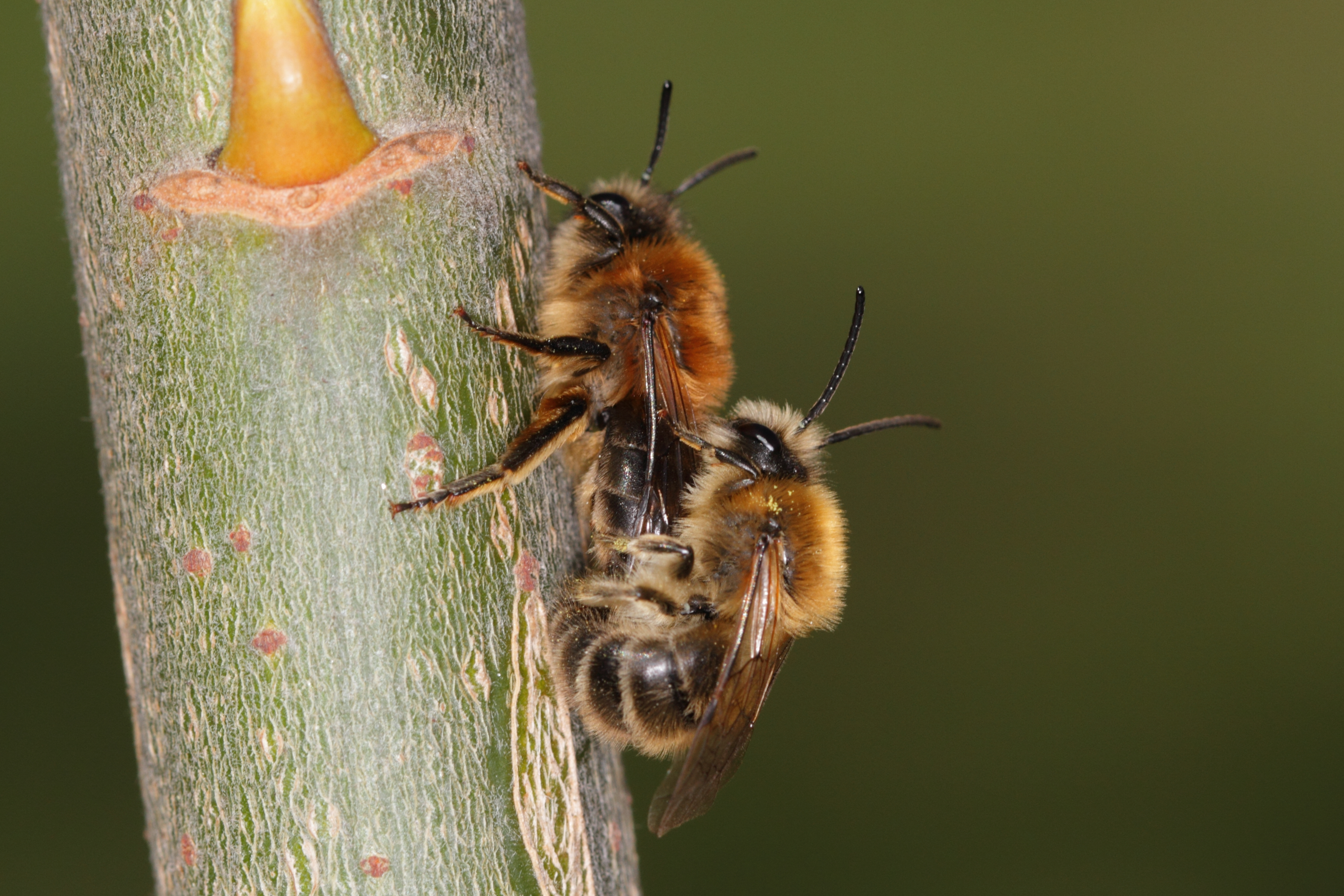